# سارا سارا
سارا سارا (به اسپانیایی: Sara Sara) یک کوه و آتشفشان چینه‌ای در پرو است که در منطقه آیاکوچو واقع شده‌است. سارا سارا ۵٬۵۰۵ متر بالاتر از سطح دریا واقع شده‌است.
این آتشفشان در دوران پلیستوسن در طی چهار مرحله مختلف فعالیت آتشفشانی شکل گرفت که یک ساختمان آتشفشانی با طرحی بیضی شکل متشکل از جریان‌های گدازه و گنبدهای گدازه‌ای ساخت. این آتشفشان در آخرین بیشینه یخچالی منجمد شد که ممکن است هنوز یخچال‌های طبیعی داشته باشد. آخرین فوران در حدود ۱۴۰۰۰ سال پیش بوده و فوران‌های آینده امکان پذیر است. این آتشفشان توسط مردم محلی پرستش می‌شد و باستان‌شناسان یک مومیایی دختر ۱۵ ساله اینکا را در قلهٔ آن پیدا کردند.